# Boesenbergia jangarunii
Boesenbergia jangarunii är en enhjärtbladig växtart som beskrevs av Elizabeth Jill Cowley. Boesenbergia jangarunii ingår i släktet Boesenbergia och familjen Zingiberaceae. Inga underarter finns listade i Catalogue of Life.